# Supercoppa Sudamericana 1991
La Supercoppa Sudamericana 1991 è stata la quarta edizione del torneo. Alla manifestazione parteciparono 14 squadre, e il vincitore fu il Cruzeiro.

## Formato
Le squadre si affrontano in turni a eliminazione diretta.

## Partecipanti
| Nazione   | Squadra            |
| --------- | ------------------ |
| Argentina | Argentinos Juniors |
| Argentina | Boca Juniors       |
| Argentina | Estudiantes (LP)   |
| Argentina | Independiente      |
| Argentina | Racing Club        |
| Argentina | River Plate        |
| Brasile   | Cruzeiro           |
| Brasile   | Flamengo           |
| Brasile   | Grêmio             |
| Brasile   | Santos             |
| Cile      | Colo-Colo          |
| Paraguay  | Olimpia            |
| Uruguay   | Nacional           |
| Uruguay   | Peñarol            |

## Incontri

### Ottavi di finale

#### Andata
| Buenos Aires 1º ottobre 1991                                   | River Plate | 2 – 2        | Grêmio | Monumental |
| \| \| \| \| \| Spontón Higuaín \| Marcatori \| Caio Alcindo \| |             |              |        |            |
|                                                                |             |              |        |            |
| Spontón Higuaín                                                | Marcatori   | Caio Alcindo |        |            |

| Buenos Aires 1º ottobre 1991                                    | Argentinos Juniors | 1 – 2                | Santos |  |
| \| \| \| \| \| Trapasso \| Marcatori \| Paulinho Pedro Paulo \| |                    |                      |        |  |
|                                                                 |                    |                      |        |  |
| Trapasso                                                        | Marcatori          | Paulinho Pedro Paulo |        |  |

| Montevideo 2 ottobre 1991                                                | Peñarol   | 3 – 2          | Racing |  |
| \| \| \| \| \| S. Martínez A. Martínez \| Marcatori \| Suescun García \| |           |                |        |  |
|                                                                          |           |                |        |  |
| S. Martínez A. Martínez                                                  | Marcatori | Suescun García |        |  |

| Brasília 2 ottobre 1991                         | Flamengo  | 1 – 1  | Estudiantes | Mané Garrincha |
| \| \| \| \| \| Júnior \| Marcatori \| Aredes \| |           |        |             |                |
|                                                 |           |        |             |                |
| Júnior                                          | Marcatori | Aredes |             |                |

| Belo Horizonte 2 ottobre 1991 | Cruzeiro | 0 – 0 | Colo-Colo | Mineirão |

| Buenos Aires 3 ottobre 1991                                | Boca Juniors | 1 – 1           | Nacional |  |
| \| \| \| \| \| Pico 39’ \| Marcatori \| Dely Valdés 49’ \| |              |                 |          |  |
|                                                            |              |                 |          |  |
| Pico 39’                                                   | Marcatori    | Dely Valdés 49’ |          |  |

#### Ritorno
| Avellaneda 8 ottobre 1991 | Racing | 0 – 0 | Peñarol |  |

| La Plata 9 ottobre 1991                        | Estudiantes | 0 – 2        | Flamengo |  |
| \| \| \| \| \| \| Marcatori \| Zinho Gaúcho \| |             |              |          |  |
|                                                |             |              |          |  |
|                                                | Marcatori   | Zinho Gaúcho |          |  |

| Arbitro: | Lamolina |

|                                                |                      |                                               |
| Rubén Martínez Vilches Dabrowski Rubio Peralta | Tiri di rigore 3 – 4 | Boiadeiro Mário Tilico Charles Paulão Adílson |

| Arbitro: | Silva |

|                     |           |  |
| Ramos 29’ Morán 60’ | Marcatori |  |

| Porto Alegre 10 ottobre 1991 | Grêmio               | 1 – 1                                                 | River Plate |  |
| \| \| \| \| \| Renato Gaúcho \| Marcatori \| Medina Bello \| \| Lira Alcindo João Marcelo Bizu Renato Gaúcho \| Tiri di rigore 3 – 4 \| Rivarola Ramón Díaz Hernán Díaz Medina Bello Borrelli \| |                      |                                                       |             |  |
| |                      |                                                       |             |  |
| Renato Gaúcho | Marcatori            | Medina Bello                                          |             |  |
| Lira Alcindo João Marcelo Bizu Renato Gaúcho | Tiri di rigore 3 – 4 | Rivarola Ramón Díaz Hernán Díaz Medina Bello Borrelli |             |  |

| Brasília 10 ottobre 1991 | Santos | 0 – 0 | Argentinos Juniors | Mané Garrincha |

* Olimpia e Independiente hanno accesso diretto ai quarti di finale.

### Quarti di finale

#### Andata
| Montevideo 16 ottobre 1991                                                          | Peñarol   | 3 – 2                     | Santos |  |
| \| \| \| \| \| Cedrés Montero Martínez \| Marcatori \| Pedro Paulo Sérgio Manoel \| |           |                           |        |  |
|                                                                                     |           |                           |        |  |
| Cedrés Montero Martínez                                                             | Marcatori | Pedro Paulo Sérgio Manoel |        |  |

| Buenos Aires 16 ottobre 1991               | River Plate | 1 – 0 | Flamengo | Monumental |
| \| \| \| \| \| Borrelli \| Marcatori \| \| |             |       |          |            |
|                                            |             |       |          |            |
| Borrelli                                   | Marcatori   |       |          |            |

| Belo Horizonte 16 ottobre 1991                      | Cruzeiro  | 4 – 0 | Nacional | Mineirão |
| \| \| \| \| \| Charles Boiadeiro \| Marcatori \| \| |           |       |          |          |
|                                                     |           |       |          |          |
| Charles Boiadeiro                                   | Marcatori |       |          |          |

| Avellaneda 16 ottobre 1991                   | Independiente | 1 – 1 | Olimpia |  |
| \| \| \| \| \| Desio \| Marcatori \| Jara \| |               |       |         |  |
|                                              |               |       |         |  |
| Desio                                        | Marcatori     | Jara  |         |  |

#### Ritorno
| Santos 22 ottobre 1991 | Santos | 0 – 0 | Peñarol |  |

| Rio de Janeiro 23 ottobre 1991 | Flamengo             | 2 – 1                                      | River Plate | stadio Maracanã |
| \| \| \| \| \| Gaúcho \| Marcatori \| Toresani \| \| Zinho Marcelinho Carioca Gaúcho Júnior Uidemar \| Tiri di rigore 3 – 4 \| Rivarola Borrelli Silvani Claut Ramón Díaz \| |                      |                                            |             |                 |
| |                      |                                            |             |                 |
| Gaúcho | Marcatori            | Toresani                                   |             |                 |
| Zinho Marcelinho Carioca Gaúcho Júnior Uidemar | Tiri di rigore 3 – 4 | Rivarola Borrelli Silvani Claut Ramón Díaz |             |                 |

| Montevideo 23 ottobre 1991                            | Nacional  | 3 – 0 | Cruzeiro | Centenario |
| \| \| \| \| \| Cabrera Ramos Núñez \| Marcatori \| \| |           |       |          |            |
|                                                       |           |       |          |            |
| Cabrera Ramos Núñez                                   | Marcatori |       |          |            |

| Asunción 23 ottobre 1991                          | Olimpia   | 2 – 0 | Independiente | Defensores del Chaco |
| \| \| \| \| \| Miguel Sanabria \| Marcatori \| \| |           |       |               |                      |
|                                                   |           |       |               |                      |
| Miguel Sanabria                                   | Marcatori |       |               |                      |

### Semifinali

#### Andata
| Buenos Aires 30 ottobre 1991                           | River Plate | 2 – 0 | Peñarol | Monumental |
| \| \| \| \| \| Hernán Díaz Borrelli \| Marcatori \| \| |             |       |         |            |
|                                                        |             |       |         |            |
| Hernán Díaz Borrelli                                   | Marcatori   |       |         |            |

| Belo Horizonte 31 ottobre 1991                              | Cruzeiro  | 1 – 1    | Olimpia | Mineirão |
| \| \| \| \| \| Marquinhos Bahia \| Marcatori \| Guirland \| |           |          |         |          |
|                                                             |           |          |         |          |
| Marquinhos Bahia                                            | Marcatori | Guirland |         |          |

#### Ritorno
| Montevideo 6 novembre 1991                                                | Peñarol   | 1 – 3                            | River Plate | Centenario |
| \| \| \| \| \| Villar \| Marcatori \| Borrelli Ramón Díaz Medina Bello \| |           |                                  |             |            |
|                                                                           |           |                                  |             |            |
| Villar                                                                    | Marcatori | Borrelli Ramón Díaz Medina Bello |             |            |

| Asunción 6 novembre 1991                                                                                                  | Olimpia              | 0 – 0                                         | Cruzeiro | Defensores del Chaco |
| \| \| \| \| \| Suárez Ramírez Franco Guirland \| Tiri di rigore 3 – 5 \| Adílson Boiadeiro Mário Tilico Charles Nonato \| |                      |                                               |          |                      |
| |                      |                                               |          |                      |
| Suárez Ramírez Franco Guirland                                                                                            | Tiri di rigore 3 – 5 | Adílson Boiadeiro Mário Tilico Charles Nonato |          |                      |

### Finale

#### Andata
| Buenos Aires 13 novembre 1991                      | River Plate | 2 – 0 | Cruzeiro | Monumental |
| \| \| \| \| \| Rivarola Higuaín \| Marcatori \| \| |             |       |          |            |
|                                                    |             |       |          |            |
| Rivarola Higuaín                                   | Marcatori   |       |          |            |

#### Ritorno
| Arbitro: | Silva |

| |            | |
| Ademir 34’ Mário Tilico 52’ 76’ | Marcatori  | |
| · Paulo César P Nonato D · Paulão D Adílson D Célio Gaúcho D · Ademir C Boiadeiro C · Luís Fernando C Macalé C Mário Tilico A · Charles A Marquinhos Bahia A | Formazioni | · P Comizzo D Gordillo D Higuaín D Rivarola D Enrique C H. Díaz C Berti C Astrada C Zapata C Toresani C Borrelli A Medina Bello A R. Díaz |
| Ênio Andrade | Allenatori | Passarella |